# Newsleecher
NewsLeecher is een nieuwslezer voor Usenet, ontwikkeld voor Windows. Met het programma kan men gebruikmaken van de nieuwsgroepen die op Usenet aangeboden worden. Vanaf juni 2016 is versie 7.0 beschikbaar.
Newsleecher heeft als hoofdfunctie het downloaden van binaire berichten. Met de Repair'n'Extract functie kunnen gedownloade bestanden automatisch worden gecontroleerd en gerepareerd indien de gedownloade post PAR2-bestanden bevat. Gedownloade RAR-bestanden kan Newsleecher automatisch uitpakken.
NewsLeecher ondersteunt het downloaden via NZB-bestanden.
Newsleecher is shareware, maar biedt betaalde services aan, waaronder super search. Via deze service kan de gebruiker via de Newsleecher zoekserver zoeken naar bestanden op de nieuwsgroepen. Het voordeel hiervan is dat de gebruiker geen headers hoeft te downloaden van de eigen nieuwsserver, wat erg lang kan duren. De tussenstap van het op de eigen nieuwsserver uitvoeren van een XPAT-zoekopdracht, die eveneens tijdrovend kan zijn, vervalt eveneens.